# Nicolas Escobar
Nicolas Escobar, född 1989, är en argentinsk fotbollsspelare som spelar forward. Escobar är unik eftersom han är det första utländska ungdomsproffset som kommit till AIK, då han lämnade spel i Buenos Aires amatörliga för spel i klubben under sommaren 2007.
Under hösten 2007 stod det dock klart att Escobar inte visade sig tillräcklig att ta en plats i varken AIK eller samarbetsklubben Väsby United, AIK:s sportchef Ola Andersson motiverade beslutet att skicka hem Escobar med att han inte var bättre än någon annan spelare född 1989 i AIK. Var Escobar spelat därefter är oklart.